# Under Armour
Under Armour је америчко предузеће које производи спортску обућу и одећу са седиштем у Балтимору.